# Животът на Исус (филм)
Вижте пояснителната страница за други значения на Животът на Исус.
„Животът на Исус“ (на френски: La Vie de Jésus) е френски игрален филм от 1997 година с драматичен сюжет. Той е пълнометражният дебют на режисьора Брюно Дюмон по негов собствен сценарий. Главните роли се изпълняват от Давид Душ, Маржори Котрел и Кадер Шаатуф.
Филмът печели Европейската филмова награда за откритие на годината и получава специално споменаване в конкурса за дебют на Фестивала в Кан през 1997 година, номиниран е за наградата Сезар за най-добър дебют.